# Aljaksandr Papoŭ
Aljaksandr Uladzimiravič Papoŭ (in bielorusso Аляксандр Уладзіміравіч Папоў?, in russo Александр Владимирович Попов?, Aleksandr Vladimirovič Popov, traslitterazione anglosassone Alexander Vladimirovich Popov; Tobol'sk, 22 febbraio 1965) è un ex biatleta e allenatore di biathlon bielorusso.
Prima della dissoluzione dell'Unione Sovietica (1991), ha gareggiato per la nazionale sovietica; ai XVI Giochi olimpici invernali di Albertville 1992 ha fatto parte della squadra unificata.

## Biografia

### Carriera da biatleta
Attivo in Coppa del Mondo dal 1985 al 1998, in carriera ha partecipato a quattro edizioni dei Giochi olimpici invernali, gareggiando per tre squadre diverse. A Calgary 1988 faceva parte del quartetto dell'Unione Sovietica che vinse l'oro nella staffetta maschile 4 x 7,5 km. Dopo lo scioglimento dell'Unione Sovietica, quattro anni dopo ad Albertville 1992, vinse l'argento per la Squadra Unificata nella stessa gara. Successivamente optò per la nazionalità bielorussa, e con la nazionale del suo Paese gareggiò a Lillehammer 1994 e a Nagano 1998, senza però vincere medaglie.

### Carriera da allenatore
Dopo essersi ritirato dalle competizioni, nel 1999 è divenuto allenatore capo della nazionale bielorussa.

## Palmarès

### Olimpiadi
- 2 medaglie:
  - 1 oro (staffetta 4x7,5 km a Calgary 1988)
  - 1 argento (staffetta 4x7,5 km ad Albertville 1992)

### Mondiali
- 10 medaglie[1]:
  - 4 ori (gara a squadre a Feistritz 1989; gara a squadre a Novosibirsk 1992; gara a squadre[2] a Ruhpolding 1996; gara a squadre[2] a Osrblie 1997)
  - 4 argenti (staffetta a Lake Placid 1987; staffetta a Feistritz 1989; individuale[2], staffetta a Lahti 1991)
  - 2 bronzi (staffetta[2] ad Anterselva 1995; staffetta[2] a Ruhpolding 1996)

### Europei
- 5 medaglie[1]:
  - 1 oro (staffetta a Le Grand-Bornand 1995)
  - 3 argenti (individuale a Le Grand-Bornand 1995; staffetta a Ridnaun 1996; individuale a Minsk 1998)
  - 1 bronzo (individuale a Ridnaun 1996)

### Coppa del Mondo
- Miglior piazzamento in classifica generale: 2º nel 1989
- 18 podi (14 individuali, 4 a squadre[3]), oltre a quelli conquistati in sede olimpica o iridata e validi ai fini della Coppa del Mondo:
  - 4 vittorie (individuali)
  - 8 secondi posti (6 individuali, 2 a squadre)
  - 6 terzi posti (4 individuali, 2 a squadre)

#### Coppa del Mondo - vittorie
| Data             | Località    | Nazione   | Spec. |
| ---------------- | ----------- | --------- | ----- |
| 17 gennaio 1987  | Anterselva  | Italia    | SP    |
| 21 febbraio 1987 | Canmore     | Canada    | SP    |
| 2 marzo 1989     | Hämeenlinna | Finlandia | IN    |
| 1992             | Anterselva  | Italia    | SP    |

Legenda:

SP = sprint

IN = individuale